# María Damanaki
María Damanaki (en griego: Μαρία Δαμανάκη) (Ágios Nikolaos, 18 de octubre de 1952 es una política griega, antigua presidenta del partido de izquierda Synaspismós, hoy es  miembro del PASOK. Además fue comisaria europea de Asuntos Marítimos y Pesca.

## Biografía
Acabó los estudios de ingeniería química en la Universidad Politécnica Nacional de Atenas. Posteriormente, se afilió a las juventudes del Partido Comunista de Grecia y participó en la sublevación del 17 de noviembre de 1973. Ella fue la voz de la radio estudiantil que difundía información desde la universidad rebelde. Arrestada, fue torturada por la Dictadura de los Coroneles.
Entre 1977 y 1993, fue elegida diputada en el parlamento griego, primero por el KKE y después por el Synaspismós del cual fue presidenta en 1991, consiguiendo ser la primera mujer en dirigir un partido político griego. Dimitió en 1993 tras la derrota del partido (menos del 3%) en las legislativas. Fue reelegida en 1996 y ha sido constantemente reelegida hasta 2009. Además, ha sido la primera mujer nombrada vicepresidenta del parlamento griego.
Se presentó a candidata a la alcaldía de Atenas en 1994 por el Synaspismós y en 1998 por el Synaspismós y el PASOK. En este caso, quedó segunda tras el candidato de Nueva Democracia, Dimitris Avramópoulos.
En 2003, al estar en desacuerdo con su partido debido a una alianza electoral con el PASOK, dimitió de su cargo de diputada y abandonó el Synaspismós para volver a su puesto en el PASOK a la cabeza del cual se encontraba Yorgos Papandréu, que acababa de suceder a Costas Simitis. En 2004, cuando el PASOK perdió las elecciones, María Damanaki volvió a ser diputada, pero esta vez por su nuevo partido. Fue responsable de Educación y Cultura en su partido entre 2008 y 2009.
El 29 de noviembre de 2009, fue designada por el primer ministro griego Yorgos Papandréu, como la próxima comisaria europea griega. Ocho días más tarde, se convirtió en comisaria de Asuntos Marítimos y Pesca. 